# Schneelöwe
| Tibetische Bezeichnung                                     |
| ---------------------------------------------------------- |
| Tibetische Schrift: གཡུ་རལ་ལྡན། སེང་གེ་དཀར་མོ།                  |
| Wylie-Transliteration: g.yu ral ldan, seng ge dkar mo      |
| Aussprache in IPA: [jurɛːtɛ̃], [seŋke kaːmo]                |
| Offizielle Transkription der VRCh: Yuraidain, Sênggê Garmo |
| THDL-Transkription: Yurelden, Senggé Karmo                 |
| Chinesische Bezeichnung                                    |
| Traditionell: 雪山獅子                                     |
| Vereinfacht: 雪山狮子                                      |
| Pinyin:xuěshān shīzi                                       |

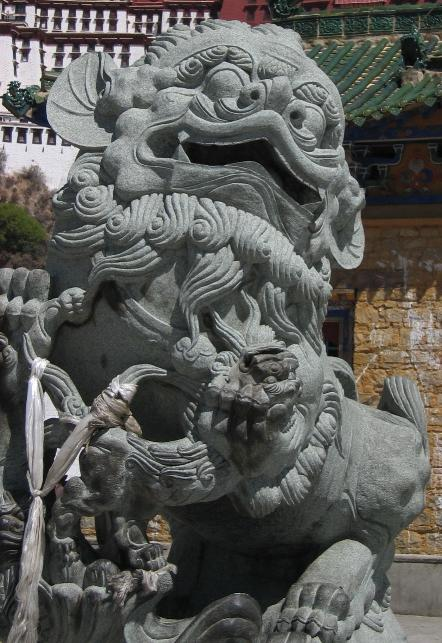
Ein großer Schneelöwe als Wächterlöwe vor dem Eingang des Potala-Palasts

Der Schneelöwe (tib.: gangs seng ge; nach Gendün Chöpel auch Gangchen Nag gi Senge, deutsch: Löwe aus dem bewaldeten Himalaya) ist ein allegorisch-mythologisches Tier des Buddhismus in Tibet. Er ist das bekannteste der Symbole Tibets und ist in zweifacher Ausführung sowohl auf der Flagge, als auch auf dem Siegel der tibetischen Exilregierung zu sehen. Ebenso erscheint er einzeln auf tibetischen Briefmarken und Münzen sowie meist paarweise auf tibetischen Banknoten. Der Löwenthron des Dalai Lama ruhte auf acht holzgeschnitzten Schneelöwen.
Neben dem Garuda, dem Drachen und dem Tiger gehört er zu den vier Würden der vier Himmelsrichtungen, die mit verschiedenen Aspekten eines Bodhisattva assoziiert werden können und in deren Mitte auf Gebetsfahnen beispielsweise das Windpferd dargestellt werden kann. Der Garuda symbolisiert aus dieser Sicht Weisheit, der Drache sanftmütige Macht, der Tiger Zuversicht und Vertrauen und der Schneelöwe furchtloses Glück. Der Schneelöwe wird der Himmelsrichtung Osten und nach der buddhistischen Fünf-Elemente-Lehre dem Element Erde zugeordnet.

## Das Brüllen des Schneelöwen
Im Verständnis des tibetischen Buddhismus wird das Brüllen des Schneelöwen mit dem Klang der Leerheit, des Mutes und der Wahrheit gleichgesetzt. Deshalb wird es auch als Synonym zum buddhistischen Dharma gesehen, das die Möglichkeit einer Freiheit von Karma impliziert, die Lehren des Buddha darstellt und aus buddhistischer Sicht den Weg zur Erleuchtung weist. Das Brüllen des Schneelöwen wird in dieser Interpretation auch als so mächtig angesehen, dass nur ein einziger Brüller dazu imstande sei sieben Drachen vom Himmel fallen zu lassen.

## Die Milch der Schneelöwin
Einer Legende der tibetischen Folklore zufolge besitzt die Milch der Schneelöwin (tibetisch Gangs Sengemo) besondere Inhaltsstoffe, die geeignet sind, den menschlichen Körper zu heilen und dessen Harmonie wiederherzustellen. Aus den Tatzen der spielenden Löwin mag sie in heilige Bälle übertreten. So sollen bestimmte, als heilig angesehene Medikamente die Essenz der Milch der Schneelöwin beinhalten. 
Die Milch der Schneelöwin gilt als Symbol für die Reinheit der buddhistischen Dharma-Lehre. Einer Legende zufolge soll ein Mann mit teuren Geschenken versucht haben, von Milarepa Dharma zu erkaufen. Doch Milarepa habe davon abgesehen, die Milch der Schneelöwin, die in verschneiter Einsamkeit lebe und deren Milch wie Amrita sei, anstatt in eine goldene Tasse in ein gewöhnliches Gefäß zu gießen.

## Attribute
Obwohl der Schneelöwe keine Flügel hat und daher eigentlich nicht fliegen kann, wird gesagt, dass seine Füße niemals den Boden berühren. Die Existenz der Schneelöwen wird als verspieltes Kontinuum (tib.: rgyud) beschrieben, in dem sie von Berggipfel zu Berggipfel springen. Ihre Shakti wird durch das Attribut des Gankyil (skt. ananda-chakra; tib. dga' 'khyil) ausgedrückt, mit dem die Schneelöwen spielen.
In einer psychologischen Interpretation könnte die Bedeutung der Schneelöwen am ehesten mit der der Einhörner oder Qilins verglichen werden.

## Darstellung in der buddhistischen Kunst

Flagge der tibetischen Exilregierung mit zwei Schneelöwen

Wappen und Siegel der tibetischen Exilregierung: Zwei Schneelöwen halten ein Dharmachakra

Der Körper des Schneelöwen erscheint in der buddhistischen Kunst weiß, wohingegen die Haare seiner Mähne, seines Schwanzes, und die Locken an seinen Beinen blau oder grün gefärbt sein können. Die meisten Darstellungen eines Schneelöwen zeigen einen geschlechtsneutralen Schneelöwen, es gibt aber auch Schneelöwen die eindeutig männlich oder eindeutig weiblich dargestellt sind. Wenn sie als symmetrisches weiblich/männliches Paar dargestellt sind, ist das Männchen auf der linken und das Weibchen auf der rechten Seite. Skulpturen von Schneelöwen werden oft aus getriebenem Metall hergestellt, das anschließend vergoldet und gefärbt wird.

## Der Löwenhund
Der tibetische Löwenhund Shih Tzu, der mit dem Apso Seng Kyi eng verwandt ist, wird aufgrund relativer Ähnlichkeiten mit den Schneelöwen oft mit ihnen assoziiert. Ob der Shih-Tzu jedoch nach dem Abbild künstlerischer Darstellungen von Schneelöwen gezüchtet wurde, oder ob sich künstlerische Darstellungen von Schneelöwen nach dem Shih-Tzu richteten, ist ungewiss.